# Consenso de Taiwán
El consenso de Taiwán (en chino, 台灣共識; pinyin, Táiwān gòngshí; pe̍h-ōe-jī, Tâi-oân kiōng-sek) es un término político taiwanés, que fue acuñado en agosto de 2011 por la líder del Partido Progresista Democrático Tsai Ing-wen y está destinado a reemplazar el Consenso de 1992, que fue la base de las negociaciones del PPD entre Taiwán y China comunista hasta ahora.

## Historia
El término apareció por primera vez en agosto de 2011, cuando el presidente de DPP, Tsai Ing-wen, reveló el punto "Estrategia de seguridad nacional y el desarrollo del comercio a través del estrecho" (國家安全戰略篇與兩岸經貿發展篇 Guó jiā ān quán zhàn lüè piān yǔ liǎng àn jīng mào fā zhǎn piān) en la "plataforma de diez años" (十年政綱 Shí nián zhèng gāng). A través del concepto de consenso de Taiwán, Tsai Ing-wen compite directamente con las opiniones políticas del presidente Ma Ying-jeou para la elección presidencial de la República de China, 2012.

## Sentido
Tsai cree que el consenso de 1992 se basa únicamente en la política de Una sola China y el deseo de preservarla. El Partido Progresista Democrático además afirma que no existe un "consenso" entre los taiwaneses sobre el "consenso de 1992". El DPP espera llegar al "Consenso de Taiwán" (al consenso entre la gente) para hacer avanzar el consenso de 1992, que sería ratificado por la legislación y un plebiscito. Este nuevo consenso debería formar la base para las negociaciones con la República Popular China.
Tsai afirma además que el consenso de Taiwán "no es un problema ordinario que se decida por mayoría", "no es una legislación ordinaria o una cuestión pública" y "ni siquiera un problema puramente interno". Debido a que Taiwán no está unida internamente a China y no tiene un consenso sobre la dirección hacia China, el gobierno taiwanés no tiene bases para las negociaciones con China. Ella espera, que a través de los procesos democráticos y el Yuan Legislativo "con todos los puntos de vista políticos diferentes [podemos] encontrar un terreno común", "porque ese es el verdadero espíritu del consenso de Taiwan".